# Кастелета I (Мачерата)
Кастелета I (итал. Castelletta I) насеље је у Италији у округу Мачерата, региону Марке.
Према процени из 2011. у насељу је живело 55 становника. Насеље се налази на надморској висини од 48 м.